# Gran Premio d'Europa 1997
Il Gran Premio d'Europa 1997 è stata una gara di Formula 1 disputata il 26 ottobre 1997 sul circuito di Jerez de la Frontera, in Spagna. Questa gara fu l'ultima della stagione e si rivelò decisiva per l'assegnazione del titolo mondiale, conteso tra Michael Schumacher, primo in classifica con 78 punti, e Jacques Villeneuve, secondo con un punto di distacco. La vittoria andò a quest'ultimo, poiché il tedesco fu costretto al ritiro dopo aver tentato di spingere fuori pista il canadese. La gara fu vinta da Mika Häkkinen su McLaren (prima vittoria in carriera del pilota finlandese), seguito dal compagno di squadra David Coulthard e da Jacques Villeneuve. Questo gran premio segna l'ultima apparizione in F1 per Gerhard Berger, Ukyo Katayama e Norberto Fontana.

## Vigilia

### Aspetti sportivi
Prima dell'ultimo appuntamento mondiale della stagione 1997, che vede Michael Schumacher in vantaggio di un punto (78 a 77) su Jacques Villeneuve, il presidente della FIA Max Mosley dichiara di aspettarsi correttezza e lealtà tra i piloti in lotta per il titolo. Al termine delle prove libere vi sono anche tensioni tra il canadese e l'altro pilota Ferrari, Eddie Irvine, definito da Villeneuve "un pericoloso idiota".
Questa fu la gara di addio per Gerhard Berger: l'austriaco lascia la Formula 1 dopo 211 Gran Premi e 10 vittorie, ponendo fine a una lunga carriera cominciata nel Gran Premio d'Austria 1984 alla guida di un'ATS.
Annuncia il proprio ritiro, almeno come motorista ufficiale, la Renault, il cui V10 aveva dominato la scena negli ultimi nove anni. Dal Gran Premio del Brasile 1989 a questo, la Régie ha disputato 146 Gran Premi, cogliendo ben 75 vittorie, 6 titoli mondiali costruttori e 5 piloti. Sarà la Mecachrome a occuparsi dei motori negli anni successivi.
L'ultimo annuncio pre-gara è della Williams, che sigla un accordo biennale di sponsorizzazione con la Winfield; la monoposto inglese assumerà quindi una colorazione biancorossa.

## Qualifiche

### Resoconto
Nelle qualifiche del Gran Premio per la prima volta tre piloti realizzano lo stesso tempo per la pole position: in base ai regolamenti FIA, la prima piazza viene assegnata al primo pilota che aveva fatto segnare la prestazione, quindi in questo caso a Jacques Villeneuve, che aveva per primo fermato il cronometro sul tempo di 1'21"072. Dopo quattordici minuti anche il rivale per la conquista del titolo Michael Schumacher aveva segnato un tempo identico, imitato negli ultimi nove minuti di sessione da Heinz-Harald Frentzen. Dietro di loro Damon Hill su Arrows distante di appena 58 millesimi, ritardato anche dalle bandiere gialle esposte per segnalare Ukyo Katayama fermo.
Unico precedente nella storia della Formula 1, nel Gran Premio di Gran Bretagna 1961, in cui 4 piloti furono accreditati dello stesso tempo, ma in quell'occasione i cronometri avevano sensibilità al decimo di secondo, i tre piloti in questa gara fecero segnare un tempo uguale al millesimo.

### Risultati
Nella sessione di qualifica si è avuta questa situazione:
| Pos | Nº | Pilota                | Costruttore       | Pneumatici | Tempo    | Gap    |
| --- | -- | --------------------- | ----------------- | ---------- | -------- | ------ |
| 1   | 3  | Jacques Villeneuve    | Williams-Renault  | G          | 1'21"072 |        |
| 2   | 5  | Michael Schumacher    | Ferrari           | G          | 1'21"072 | +0"000 |
| 3   | 4  | Heinz-Harald Frentzen | Williams-Renault  | G          | 1'21"072 | +0"000 |
| 4   | 1  | Damon Hill            | Arrows-Yamaha     | B          | 1'21"130 | +0"058 |
| 5   | 9  | Mika Häkkinen         | McLaren-Mercedes  | G          | 1'21"369 | +0"297 |
| 6   | 10 | David Coulthard       | McLaren-Mercedes  | G          | 1'21"476 | +0"404 |
| 7   | 6  | Eddie Irvine          | Ferrari           | G          | 1'21"610 | +0"538 |
| 8   | 8  | Gerhard Berger        | Benetton-Renault  | G          | 1'21"656 | +0"584 |
| 9   | 14 | Olivier Panis         | Prost-Mugen-Honda | B          | 1'21"735 | +0"663 |
| 10  | 7  | Jean Alesi            | Benetton-Renault  | G          | 1'22"011 | +0"939 |
| 11  | 23 | Jan Magnussen         | Stewart-Ford      | B          | 1'22"167 | +1"095 |
| 12  | 22 | Rubens Barrichello    | Stewart-Ford      | B          | 1'22"222 | +1"150 |
| 13  | 2  | Pedro Diniz           | Arrows-Yamaha     | B          | 1'22"234 | +1"162 |
| 14  | 16 | Johnny Herbert        | Sauber-Petronas   | G          | 1'22"263 | +1"191 |
| 15  | 15 | Shinji Nakano         | Prost-Mugen-Honda | B          | 1'22"351 | +1"279 |
| 16  | 11 | Ralf Schumacher       | Jordan-Peugeot    | G          | 1'22"740 | +1"668 |
| 17  | 12 | Giancarlo Fisichella  | Jordan-Peugeot    | G          | 1'22"804 | +1"732 |
| 18  | 17 | Norberto Fontana      | Sauber-Petronas   | G          | 1'23"281 | +2"209 |
| 19  | 20 | Ukyo Katayama         | Minardi-Hart      | B          | 1'23"409 | +2"337 |
| 20  | 21 | Tarso Marques         | Minardi-Hart      | B          | 1'23"854 | +2"782 |
| 21  | 19 | Mika Salo             | Tyrrell-Ford      | G          | 1'24"222 | +3"150 |
| 22  | 18 | Jos Verstappen        | Tyrrell-Ford      | G          | 1'24"301 | +3"229 |

## Gara

### Resoconto

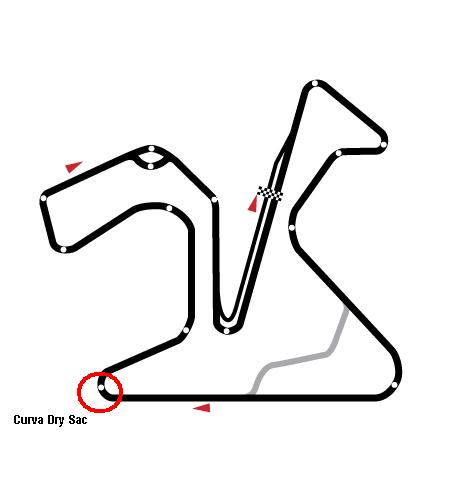
La curva Dry Sac, luogo della collisione tra Schumacher e Villeneuve

I due rivali per il titolo si schierano a fianco, entrambi con la solita strategia delle due soste. Al via, Villeneuve fa pattinare troppo le gomme e Schumacher infila la prima curva in testa davanti a Frentzen, Villeneuve, Häkkinen, Coulthard e Hill. Il ferrarista si invola con un passo veloce, Frentzen non riesce ad avvicinarlo e all'ottavo giro fa passare il compagno di squadra. A centro gruppo si mette in luce Panis, che scavalca prima Diniz e poi Alesi. Il vantaggio di Schumacher su Villeneuve rimane stabile intorno ai cinque secondi, ma anche gli altri non sono lontani. Al 22º giro Schumacher si ferma per la prima sosta (7"6) e rientra quarto davanti a Coulthard.
Un passaggio più tardi dopo è Villeneuve che rifornisce, tornando in pista ancora alle spalle del rivale; il nuovo leader è ora Frentzen. Il tedesco della Williams fa un po' da tappo per compattare gli inseguitori favorendo quindi Villeneuve che è in scia a Schumacher. Il pilota canadese tenta un primo assalto al 27º giro ma esagera e va con due ruote nella sabbia perdendo contatto. I due proseguono molto vicini l'uno all'altro. Al 31º giro si ritrovano a doppiare la Sauber di Norberto Fontana, che lascia passare Schumacher e blocca Villeneuve facendogli perdere secondi preziosi; il distacco dal ferrarista è ora salito a oltre 3 secondi. L'attenzione ormai è solo sui due.
Schumacher effettua la sua seconda sosta alla 43ª tornata (9"4); un giro dopo tocca a Villeneuve (8"3). Il canadese rientra ancora dietro a Schumacher e alla prima staccata si fa sorprendere anche da Coulthard, che si inserisce fra i due. Lo scozzese lascia però immediatamente strada al pilota della Williams, rifornendo a sua volta il giro successivo; in questo momento della gara Schumacher dispone di circa due secondi e mezzo di vantaggio su Villeneuve. Più staccati seguono Frentzen, Berger, Coulthard e Häkkinen. Il duello tra i primi due non è però terminato; Villeneuve recupera sul rivale, arrivando nuovamente a tallonarlo. Dopo diversi attacchi, neutralizzati da Schumacher anche in modo molto aggressivo, nel corso del 47º giro, alla curva Dry Sac, Schumacher si fa sorprendere da un attacco del canadese. Il tedesco prova comunque a chiudere la traiettoria, quando ormai è evidente che il rivale lo ha sorpassato; le due vetture si agganciano, ma a rimetterci è la Ferrari che finisce nella sabbia e non riesce a ripartire, oltre ad aver danneggiato la sospensione anteriore destra.
Anche la vettura di Villeneuve è rimasta danneggiata sulla fiancata sinistra nello scontro; il canadese, costretto a rallentare, può comunque controllare la situazione. Il suo vantaggio su Coulthard da 15" piano piano scende; dietro allo scozzese si trova un trenino formato da Häkkinen, Irvine, Berger, Frentzen e Panis. Villeneuve rallenta sempre più, tanto che Nakano addirittura si sdoppia; più indietro, Häkkinen riesce a infilare il compagno di squadra e si butta all'inseguimento. Il finlandese è scatenato: Villeneuve non vuole prendere rischi e lo lascia passare alla chicane nell'ultimo giro. All'ultima curva anche Coulthard infila il canadese, a cui il terzo posto basta per laurearsi Campione del Mondo 1997. Sul podio, grande festa anche per Häkkinen (prima vittoria in carriera per lui e primo finnico a farlo dopo Keke Rosberg al Gran Premio d'Australia 1985), per la McLaren che conquista la prima doppietta dal Gran Premio del Giappone 1991 e per la Williams campione del Mondo Costruttori, l'ultimo finora conquistato dalla scuderia inglese al termine di una lunga serie di successi.

### Risultati
I risultati del Gran Premio sono i seguenti:
| Pos | No | Pilota                | Costruttore       | Pneumatici | Giri | Tempo/Ritiro                 | Griglia | Punti |
| --- | -- | --------------------- | ----------------- | ---------- | ---- | ---------------------------- | ------- | ----- |
| 1   | 9  | Mika Häkkinen         | McLaren-Mercedes  | G          | 69   | 1h 38'57"771                 | 5       | 10    |
| 2   | 10 | David Coulthard       | McLaren-Mercedes  | G          | 69   | +1"654                       | 6       | 6     |
| 3   | 3  | Jacques Villeneuve    | Williams-Renault  | G          | 69   | +1"803                       | 1       | 4     |
| 4   | 8  | Gerhard Berger        | Benetton-Renault  | G          | 69   | +1"919                       | 8       | 3     |
| 5   | 6  | Eddie Irvine          | Ferrari           | G          | 69   | +3"789                       | 7       | 2     |
| 6   | 4  | Heinz-Harald Frentzen | Williams-Renault  | G          | 69   | +4"537                       | 3       | 1     |
| 7   | 14 | Olivier Panis         | Prost-Mugen-Honda | B          | 69   | +1'07"145                    | 9       |       |
| 8   | 16 | Johnny Herbert        | Sauber-Petronas   | G          | 69   | +1'12"961                    | 14      |       |
| 9   | 23 | Jan Magnussen         | Stewart-Ford      | B          | 69   | +1'17"487                    | 11      |       |
| 10  | 15 | Shinji Nakano         | Prost-Mugen-Honda | B          | 69   | +1'18"215                    | 15      |       |
| 11  | 12 | Giancarlo Fisichella  | Jordan-Peugeot    | G          | 68   | +1 giro                      | 17      |       |
| 12  | 19 | Mika Salo             | Tyrrell-Ford      | G          | 68   | +1 giro                      | 21      |       |
| 13  | 7  | Jean Alesi            | Benetton-Renault  | G          | 68   | +1 giro                      | 10      |       |
| 14  | 17 | Norberto Fontana      | Sauber-Petronas   | G          | 68   | +1 giro                      | 18      |       |
| 15  | 21 | Tarso Marques         | Minardi-Hart      | B          | 68   | +1 giro                      | 20      |       |
| 16  | 18 | Jos Verstappen        | Tyrrell-Ford      | G          | 68   | +1 giro                      | 22      |       |
| 17  | 20 | Ukyo Katayama         | Minardi-Hart      | B          | 68   | +1 giro                      | 19      |       |
| Rit | 5  | Michael Schumacher    | Ferrari           | G          | 47   | Collisione con J. Villeneuve | 2       |       |
| Rit | 1  | Damon Hill            | Arrows-Yamaha     | B          | 47   | Scatola del cambio           | 4       |       |
| Rit | 11 | Ralf Schumacher       | Jordan-Peugeot    | G          | 44   | Problema idraulico           | 16      |       |
| Rit | 22 | Rubens Barrichello    | Stewart-Ford      | B          | 30   | Scatola del cambio           | 12      |       |
| Rit | 2  | Pedro Diniz           | Arrows-Yamaha     | B          | 11   | Testacoda                    | 13      |       |

## Classifiche

### Piloti
| Pos | Nº | Pilota                | Punti |
| --- | -- | --------------------- | ----- |
| 1   | 3  | Jacques Villeneuve    | 81    |
| SQ  | 5  | Michael Schumacher    | 78    |
| 2   | 4  | Heinz Harald Frentzen | 42    |
| 3   | 10 | David Coulthard       | 36    |
| 4   | 7  | Jean Alesi            | 36    |
| 5   | 8  | Gerhard Berger        | 27    |
| 6   | 9  | Mika Häkkinen         | 27    |
| 7   | 6  | Eddie Irvine          | 24    |
| 8   | 12 | Giancarlo Fisichella  | 20    |
| 9   | 14 | Olivier Panis         | 16    |
| 10  | 16 | Johnny Herbert        | 15    |
| 11  | 11 | Ralf Schumacher       | 13    |
| 12  | 1  | Damon Hill            | 7     |
| 13  | 22 | Rubens Barrichello    | 6     |
| 14  | 8  | Alexander Wurz        | 4     |
| 15  | 14 | Jarno Trulli          | 3     |
| 16  | 2  | Pedro Diniz           | 2     |
| 17  | 19 | Mika Salo             | 2     |
| 18  | 10 | Shinji Nakano         | 2     |
| 19  | 17 | Nicola Larini         | 1     |

### Costruttori
| Pos | Scuderia          | Punti |
| --- | ----------------- | ----- |
| 1   | Williams-Renault  | 123   |
| 2   | Ferrari           | 102   |
| 3   | Benetton-Renault  | 68    |
| 4   | McLaren-Mercedes  | 63    |
| 5   | Jordan-Peugeot    | 33    |
| 6   | Prost-Mugen Honda | 21    |
| 7   | Sauber-Petronas   | 16    |
| 8   | Arrows-Yamaha     | 9     |
| 9   | Stewart-Ford      | 6     |
| 10  | Tyrrell-Ford      | 2     |
| 11  | Minardi-Hart      | 0     |
| NC  | Lola-Ford         | -     |

## Decisioni della FIA
Il 28 ottobre la FIA, che inizialmente aveva sancito il contatto tra Michael Schumacher e Jacques Villeneuve come un normale incidente di gara, cambiò idea e convocò il tedesco per l'11 novembre davanti al consiglio mondiale.
Il giorno dell'udienza, Schumacher venne condannato dalla FIA con la squalifica dal campionato, pur consentendogli di mantenere tutti i punti conquistati. La sua manovra venne inoltre ritenuta intenzionale, ma non premeditata.

## Polemiche dopo la gara
Dopo il Gran Premio, oltre alle polemiche accesesi sul comportamento di Schumacher riguardo alla collisione con Villeneuve, emerse anche la storia di una presunta combine tra Williams e McLaren per la vittoria del Gran Premio, ma senza che nessuna delle due squadre venisse sanzionata per la mancanza di prove.
Un'altra polemica riguardò un rallentamento causato a Villeneuve dal pilota della Sauber Norberto Fontana, per cui non vennero presi provvedimenti. Nel 2006, poi, l'argentino dichiarò in un'intervista fattagli dalla rivista Olé che poche ore prima della partenza del Gran Premio il direttore sportivo della Ferrari Jean Todt fece visita al team svizzero e chiese di rallentare il più possibile il pilota canadese della Williams. Peter Sauber negò il tutto rispondendo di non aver ricevuto alcun ordine dalla scuderia di Maranello.
Dopo l'episodio della collisione, Schumacher venne molto criticato sia dai media italiani che da quelli tedeschi. In particolare il quotidiano Frankfurter Allgemeine Zeitung lo definì "un kamikaze senza onore" e una TV fece un sondaggio e raccolse 63 081 voti, in cui il 28% dei tifosi dichiarò che avrebbe potuto non sostenerlo più.
Anche i giornali italiani si schierarono apertamente contro la manovra di Schumacher e i quotidiani inglesi paragonarono l'azione a quella vista in occasione del Gran Premio d'Australia 1994 contro Damon Hill.